# Deutscher Sparkassen- und Giroverband (Bonn)

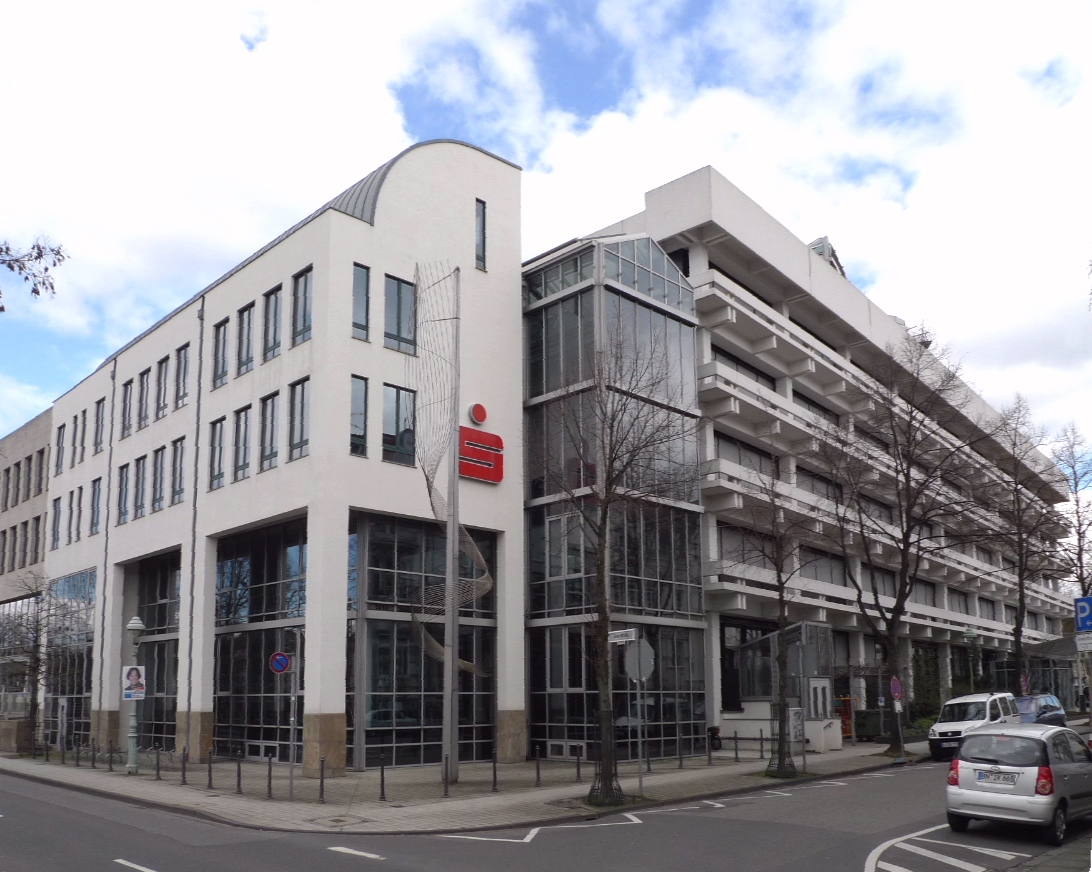
Deutscher Sparkassen- und Giroverband (2010)

Das Gebäude des Deutschen Sparkassen- und Giroverbandes ist ein Büro- und Schulungsgebäude im Bonner Ortsteil Gronau, das Anfang der 1970er-Jahre errichtet und Anfang der 1990er-Jahre erweitert wurde. Es liegt an der Ecke Kaiserstraße/Simrockstraße am Rande der Südstadt unmittelbar östlich der linksrheinischen Eisenbahnstrecke.

## Geschichte
Der neue Hauptsitz des Deutschen Sparkassen- und Giroverbandes (DSGV) entstand 1970/71 nach einem Entwurf des Bonner Architekten Ernst van Dorp an der Simrockstraße, rechtwinklig anschließend an ein bereits zuvor von dem Verband genutztes Gebäude aus den 1950er-Jahren an der Buschstraße. Der Neubau erforderte den Abbruch eines ganzen Straßenzugs – einer kurz vor 1900 erbauten, geschlossenen Häuserzeile (Simrockstraße 4–18) – in der von gründerzeitlichen Reihenhäusern geprägten Südstadt und stieß daher öffentlich auf Kritik, auch aufgrund seiner Größenordnung. Nach seiner Fertigstellung grenzte das Gebäude an der Ecke Kaiserstraße/Simrockstraße unmittelbar an eine freistehende Villa an, die 1896 errichtet worden war und eine sog. „Milchkuranstalt“ beherbergte. 1989 erteilte die Stadt einem Abbruch dieser Villa die Zustimmung, um eine Heilung der als unpassend empfundenen städtebaulichen Situation zu ermöglichen. Der DSGV beauftragte den Bonner Architekten Karl-Heinz Schommer mit dem Entwurf für einen Erweiterungsbau anstelle der „Milchkuranstalt“, der bis 1992 fertiggestellt wurde.
1999 zog der Deutsche Sparkassen- und Giroverband im Zuge der Verlegung des Regierungssitzes teilweise nach Berlin um, wobei er in Bonn seine zentralen wissenschaftlichen Einrichtungen und seinen registrierten Hauptsitz beließ. Das Gebäude ist heute Sitz der Sparkassenstiftung für internationale Kooperation, der Hochschule der Sparkassen-Finanzgruppe, der Eberle-Butschkau-Stiftung, der Deutschen Sparkassenakademie und des Sparkassenhistorischen Archivs.

## Architektur
Das nach Plänen Ernst van Dorps entstandene, zur Simrockstraße Ecke Buschstraße gelegene Ursprungsgebäude (Simrockstraße 4) ist ein fünfgeschossiger Stahlbetonskelettbau in Fertigteilbauweise. Das tragende Gerüst liegt außen vor der Fensterfront und wird von Architraven sowie quadratischen Pfeilern gebildet, die vortretende hochrechteckige Köpfe besitzen. Zwischen den Stockwerken tragen sie umlaufende Betonbrüstungen, die zu einer horizontalen Grundstruktur des Gebäudes führen. Nach oben hin wird es von einem hohen Flachdach abgeschlossen.
Der von Karl-Heinz Schommer entworfene, zur Kaiserstraße Ecke Simrockstraße gelegene Erweiterungsbau (Kaiserstraße 215–221) ist viergeschossig und sandsteinverkleidet. Er gliedert sich in ein Bibliotheksgebäude, ein nach Norden anschließendes, niedrigeres Wohngebäude sowie ein hofseitiges Seminargebäude mit Cafeteria. Des Weiteren ist in dem Gebäude auch eine Kantine untergebracht. Das Bibliotheksgebäude ist in der unteren Hälfte zwischen hohen Stützen vollständig verglast und wird von einer Halbtonne gedeckt. Die Gebäude sind auch auf ihrer Innenseite fassadenartig gegliedert und werden auf ganzer Höhe von einer gläsernen Halle erschlossen, die Treppenhäuser, Galerien und einen frei eingestellten Aufzug aufnimmt.
Vor dem Gebäude steht an der Ecke Kaiserstraße/Simrockstraße eine zwölf Meter hohe Stahlplastik (Säule mit Spirale), die der Bildhauer Hans-Volker Mixsa anlässlich der 1992 fertiggestellten Erweiterung schuf.

„Ernst van Dorps fünfgeschossiger Stahlbetonskelettbau an der Simrockstraße (1970) ist ein tektonisches Lehrstück.“

„[Karl-Heinz Schommers] neues Haus musste den Maßstäben der Jahrhundertwende antworten, Häßliches abmildern, Unproportioniertes einbinden, die eigene große Baumasse funktional und proportional bewältigen und einen eigenen Ausdruck finden. [Er] hat diese diffizile Aufgabe gemeistert.“

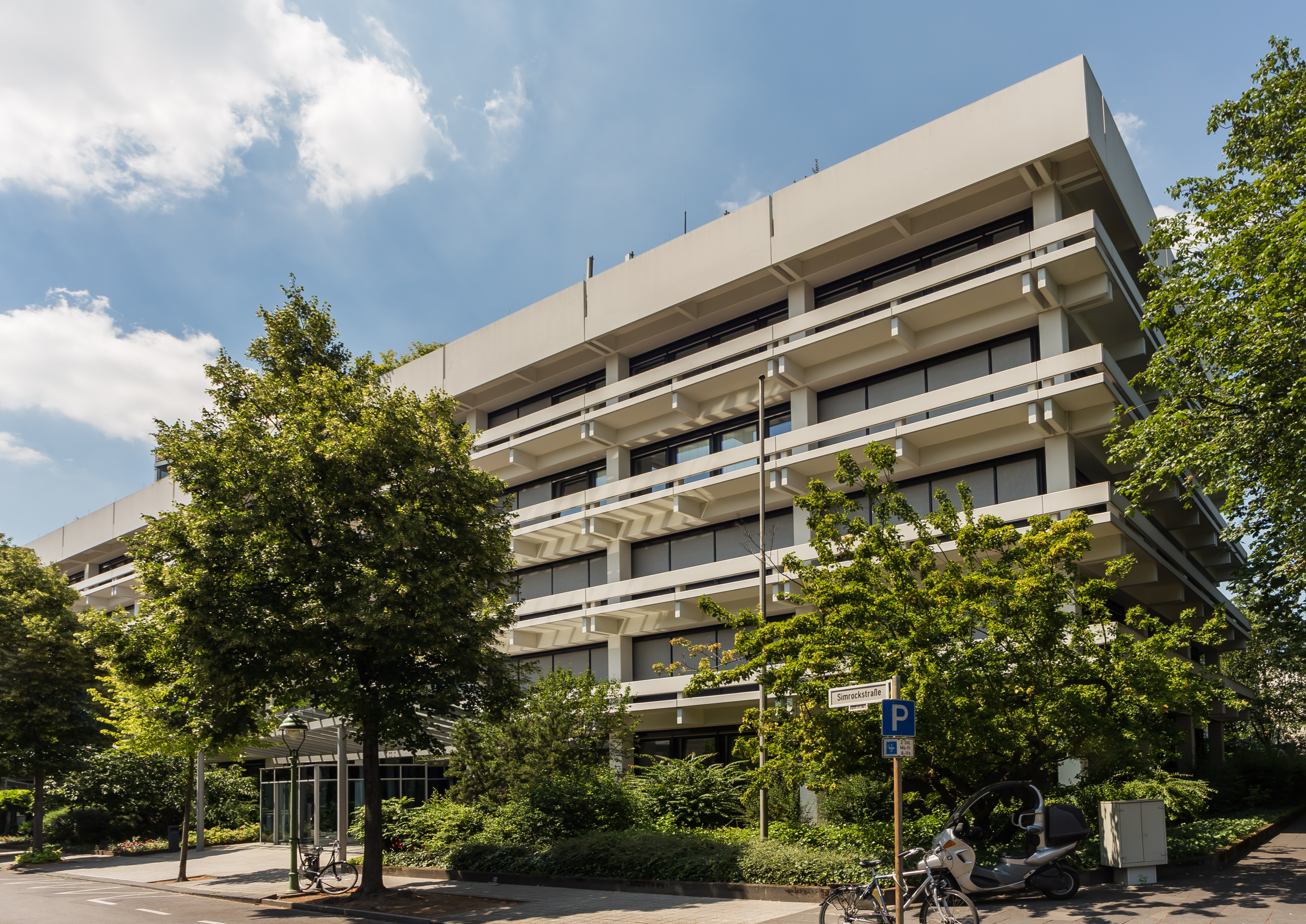
Ursprungsgebäude von Ernst van Dorp
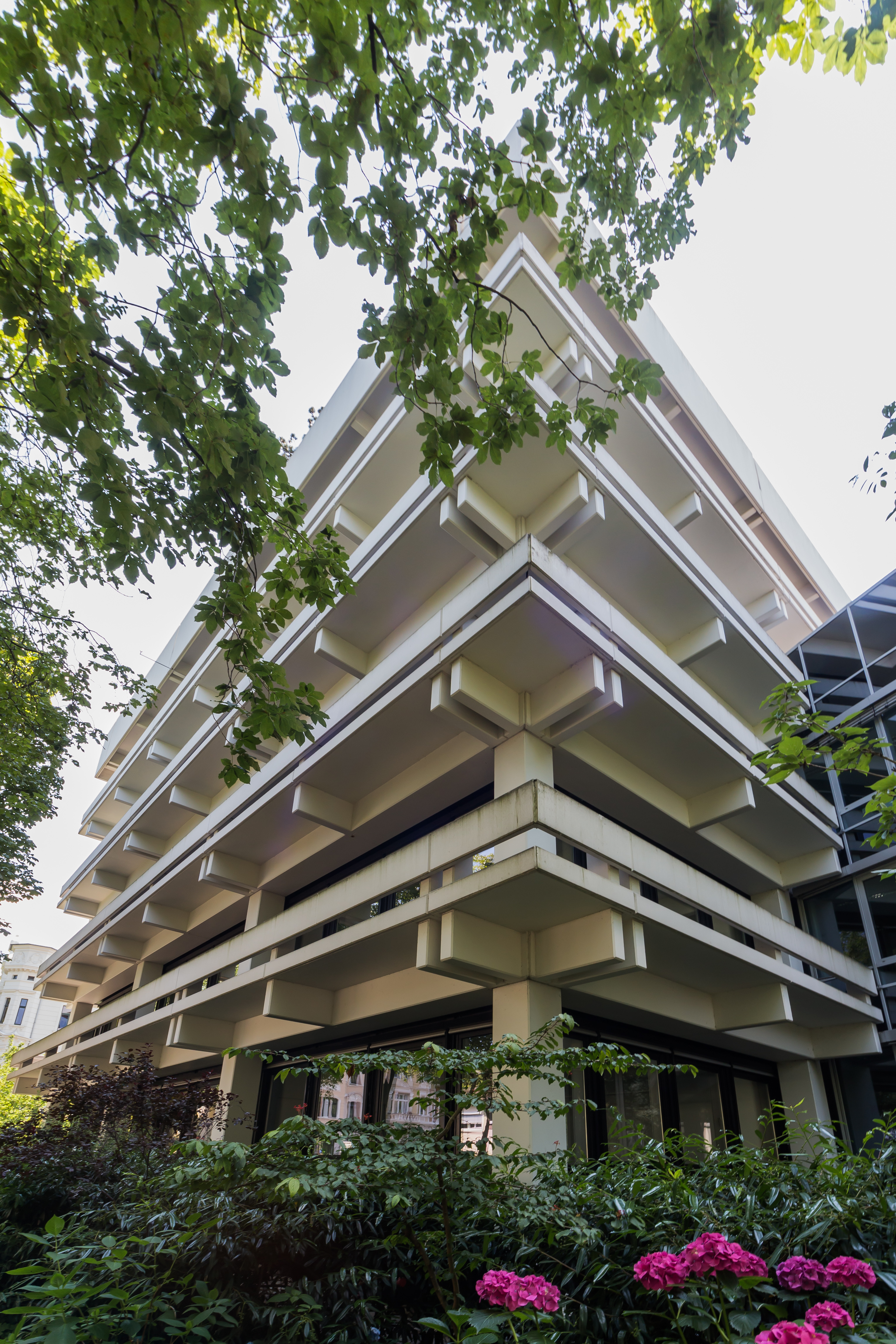
Architektur-Details des Ursprungsgebäudes
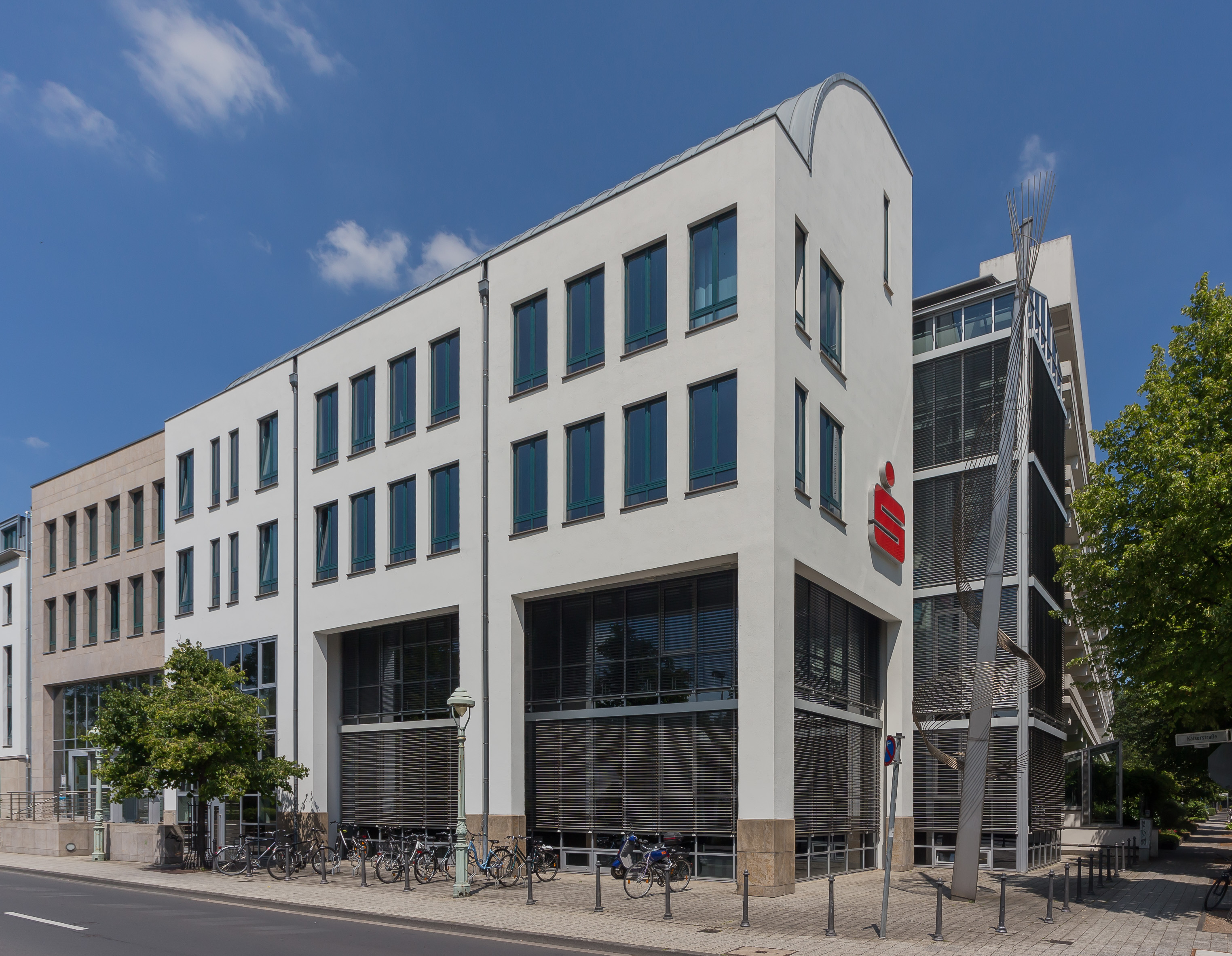
Erweiterungsbau von Karl-Heinz Schommer
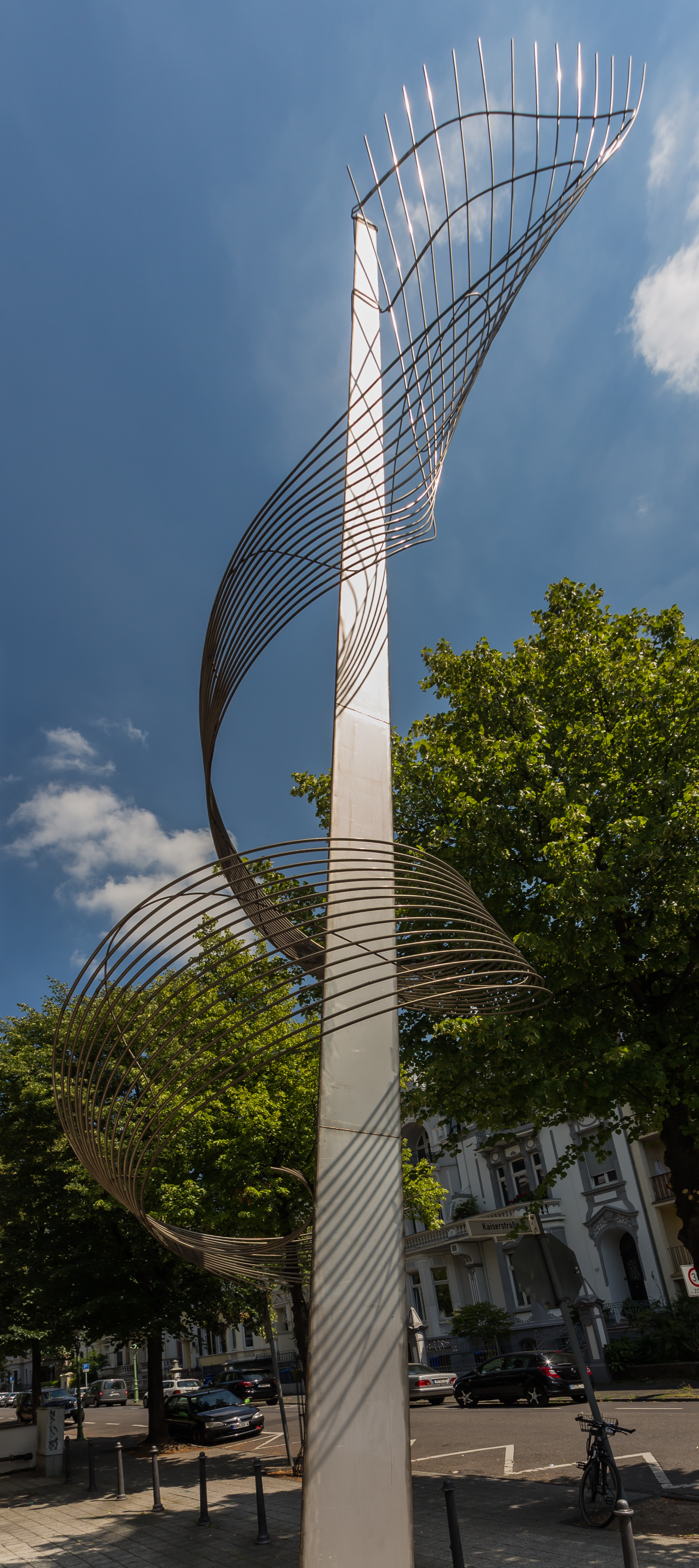
Stahlplastik Säule mit Spirale